# هزار رنگ ما
هزار رنگ ما (به هندی: Apne Rang Hazaar) فیلمی هندی محصول سال ۱۹۷۵ و به کارگردانی راوی تاندون است. در این فیلم بازیگرانی همچون سانجیو کومار، لینا چنداورکار، کامینی کاشال، آسرانی، شیاما، بیندو، دنی دنزونگپا، هلن و ساتین کاپو ایفای نقش کرده‌اند.